# گمینا یوخنوویتس کوشچیلنه
گمینا یوخنوویتس کوشچیلنه (به لهستانی:  Gmina Juchnowiec Kościelny) یک گمینا در لهستان است که در شهرستان بیاوستوک واقع شده‌است. گمینا یوخنوویتس کوشچیلنه ۱۷۲٫۰۶ کیلومتر مربع مساحت و ۱۳٬۴۲۱ نفر جمعیت دارد.